# Ulricehamn

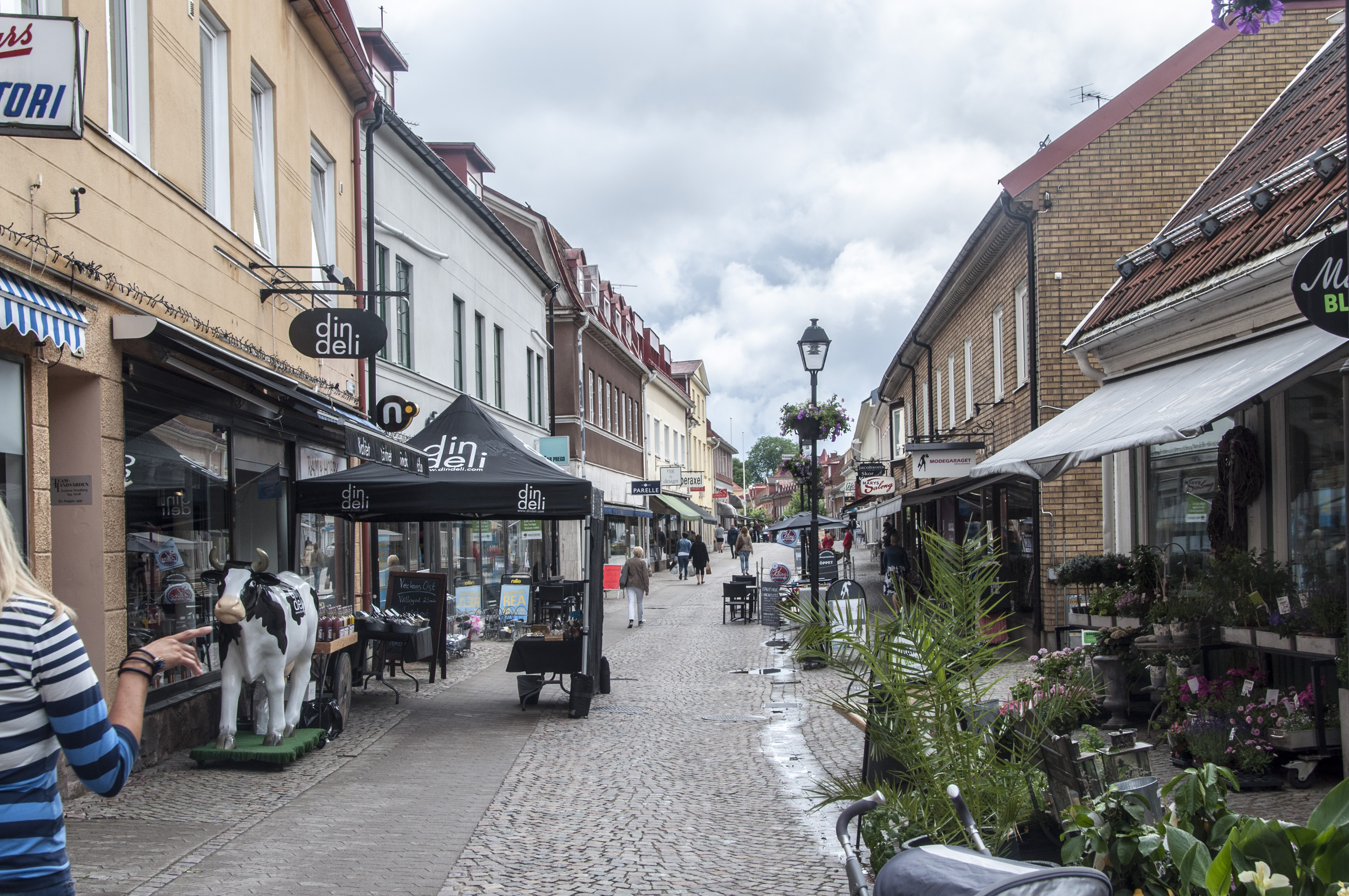
Storgatan in Ulricehamn

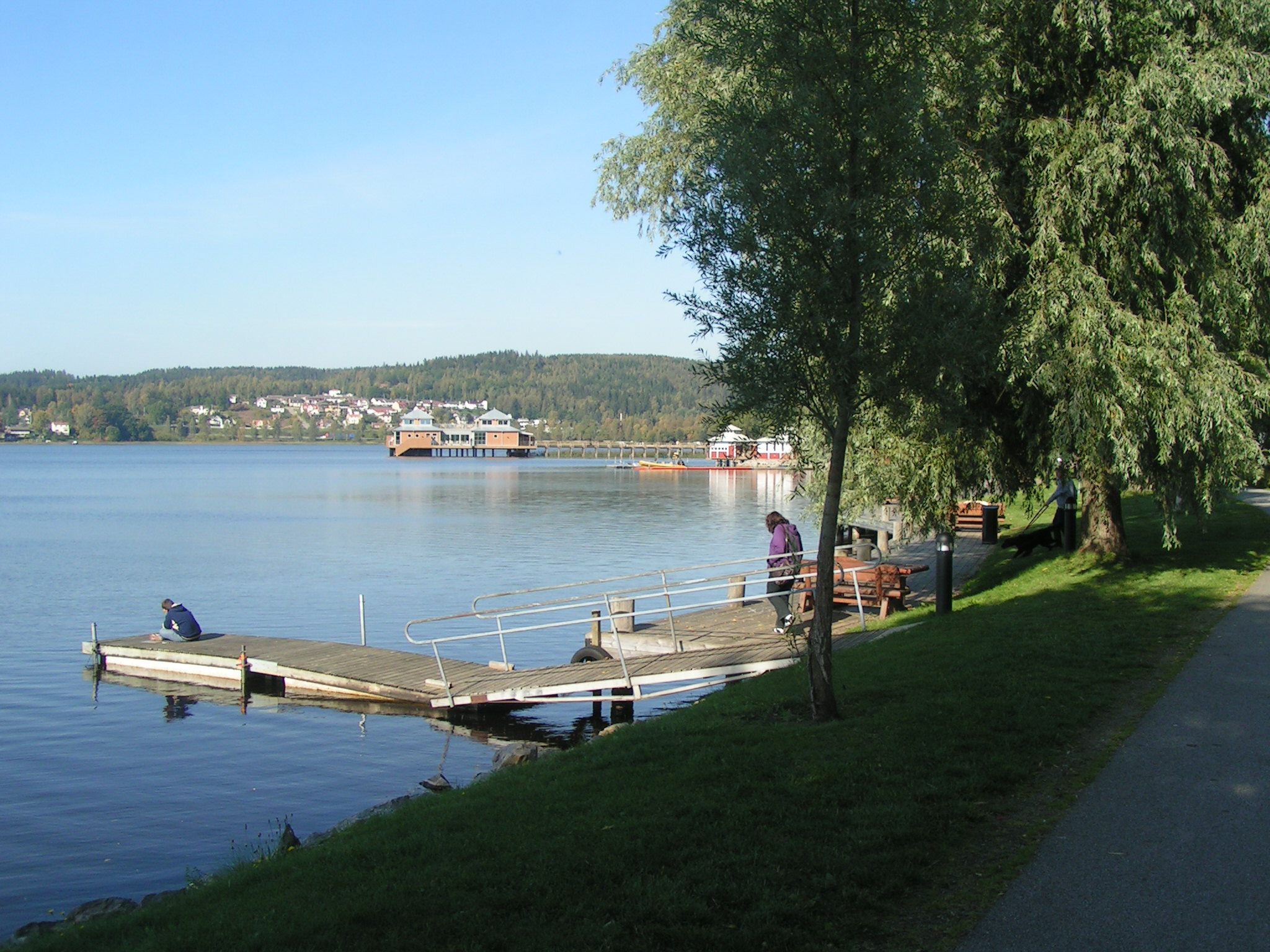
Uferpromenade von Ulricehamn

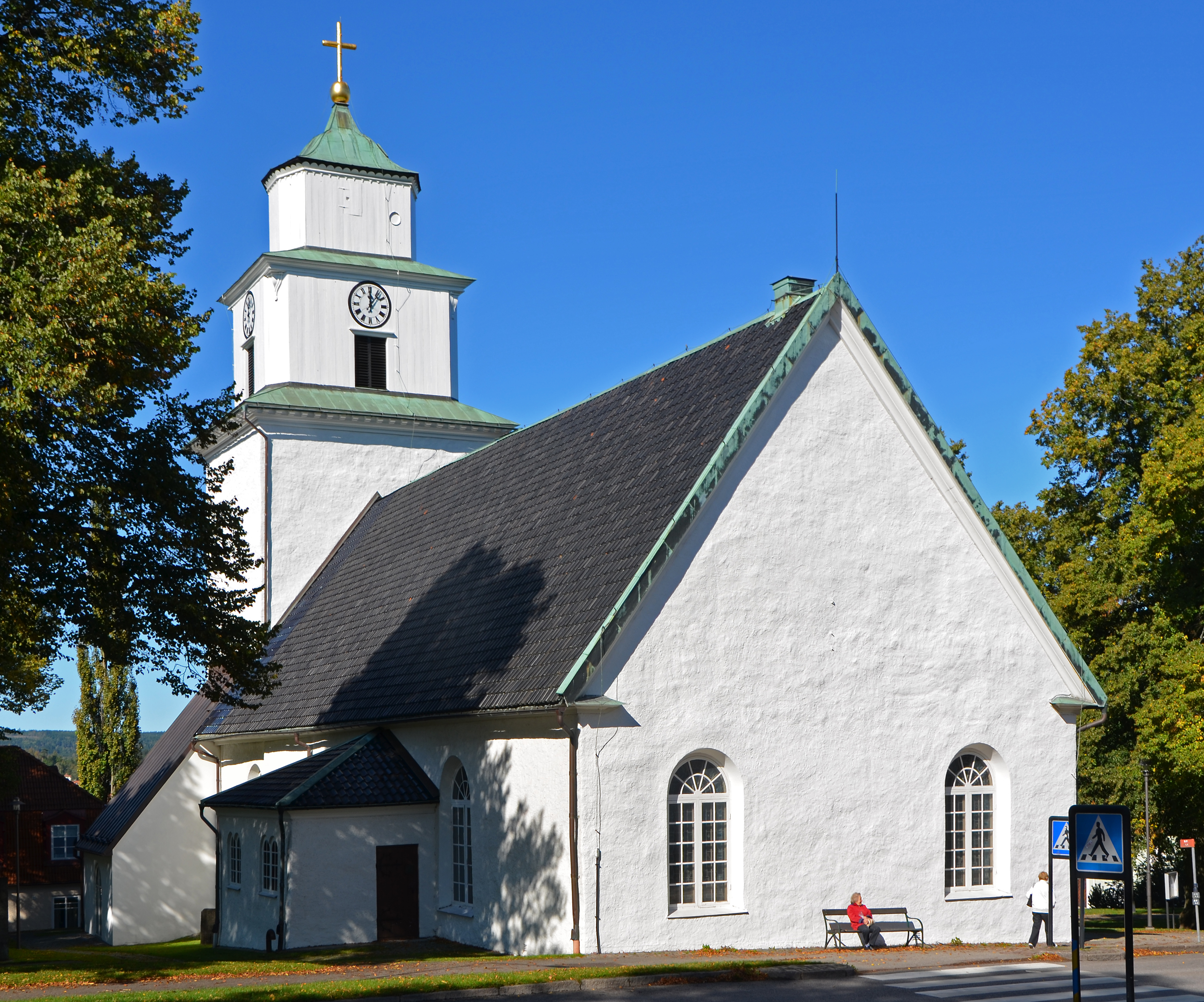
Kirche von Ulricehamn

Ulricehamn ist eine schwedische Stadt (tätort) in der Provinz Västra Götalands län und der historischen Provinz Västergötland. Die Stadt ist Hauptort der gleichnamigen Gemeinde.

## Geschichte
Ulricehamn, 1307 erstmals schriftlich in den Erik-Chroniken als Bogesund erwähnt, wurde spätestens seit der Steinzeit besiedelt, wie 10.000 Jahre alte Skelettfunde der Bredgård in Marbäck beweisen. Im Jahre 1385 fand der Ort als Niederlassung von Sattlern und Handwerkern Erwähnung. Der Ort hat seit dem 15. Jahrhundert Stadtrechte. In der Stadt stehen noch einige alte Gebäude aus dem 17. und 18. Jahrhundert, die malerische Hauptstraße Storgatan existiert schon seit vielen Jahrhunderten. Unter den historischen Gebäuden zählt das Rathaus auf dem Marktplatz, ein gelblichfarbenes Rokoko-Gebäude aus dem Jahre 1789.
Die Stadt liegt am Ätranstigen, einer Landstraße am Fluss Ätran entlang, die sich vom Kattegat nordöstlich ins Inland erstreckt und die Straßen nach Sigtuna und Uppsala verbindet. Im Jahre 1520 fand die Schlacht bei Bogesund auf dem Eis des Sees Åsunden statt, bei der der schwedische Ritter Sten Sture der Jüngere tödlich verwundet wurde.
Im Jahre 1741 wurde die Stadt der Königin Ulrika Eleonore zu Ehren in Ulricehamn umbenannt. Auf dem großen Stadtbrand im Jahre 1788 folgte eine Rezession, aber im 19. Jahrhundert etablierten sich mehrere Textilindustrieunternehmen. Mit der Anbindung an die erste Bahnstrecke (Spur 891 mm) nach Vartofta 1874 stieg die Wichtigkeit der Stadt als Handelszentrum. Im Jahre 1914 wurde die Stadt kanalisiert.
Ulricehamn wurde während der Gemeindereform 1862 zur Stadtgemeinde umbenannt. Im Jahre 1938 wurden die Pfarrgemeinde Brunn, die Landgemeinde Vist und weitere Gemeindesiedlungen eingemeindet. Ulricehamn wurde 1971 zum Hauptort der gleichnamigen Gemeinde ernannt. Das Amt des Bürgermeisters bekleidet Celso Silva Gonçalves.

## Geographie
Ulricehamn liegt am Riksväg 40 zwischen Göteborg und Jönköping, etwa 30 km östlich von Borås und 60 km westlich Jönköpings, wo der Fluss Ätran in den See Åsunden mündet. Die Landschaft ist von Wäldern und Gewässern geprägt, die populäre Aktivitäten wie Fahrradfahren, Inlining und Bootsfahrten attraktiv machen.
Im Winter bildet Ulricehamn das Skisport-Zentrum Westschwedens. Für Ski-Alpin-Sport gibt es 7 Lifte und 6 Abfahrten und für Skilanglauf wurden 210 km Loipen präpariert.

## Persönlichkeiten

### Söhne und Töchter der Stadt
- Olof Grafström (1927–2009), Jazzmusiker und bildender Künstler
- Fredrik Ohlsson (1931–2023), Schauspieler
- Pia Sundhage (* 1960), Fußballspielerin und -trainerin
- Isabel Sörling (* 1987), Sängerin
- Hanna Falk (* 1989), Skilangläuferin
- Christoffer Lindhe (* 1989), Behindertenschwimmer

### Mit der Stadt verbunden
- Günther Körffer (* 1954), deutsch-schwedischer Konditor und Café-Besitzer